# 8345 Ulmerspatz
8345 Ulmerspatz (1987 BO1) là một tiểu hành tinh vành đai chính được phát hiện ngày 22 tháng 1 năm 1987 bởi E. W. Elst ở Đài thiên văn Nam Âu.